# Matt Lamb

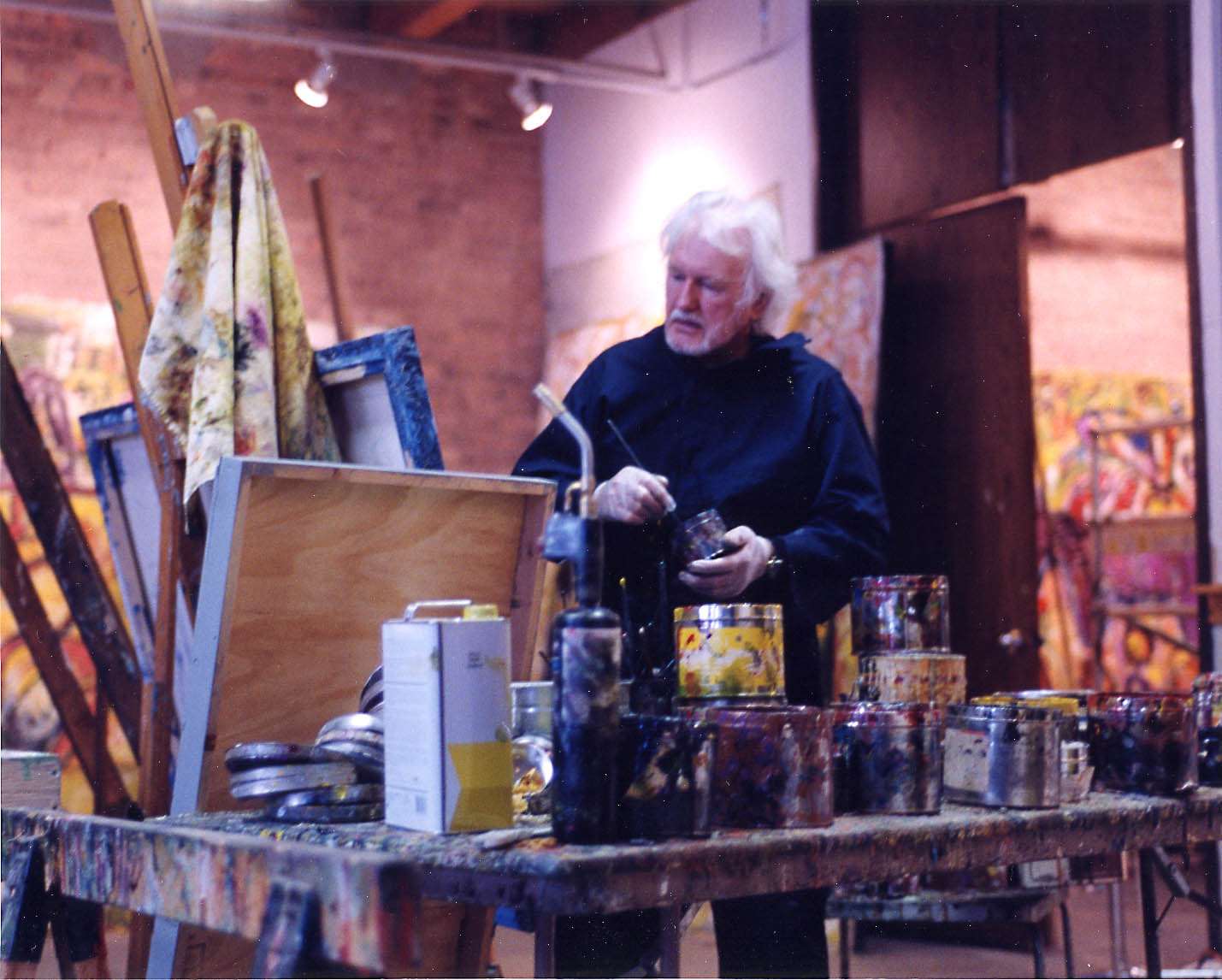
Matt Lamb in seinem Atelier in Chicago

Matt Lamb (* 7. April 1932 in Chicago; † 18. Februar 2012 ebenda) war ein irisch-US-amerikanischer Maler und Friedensaktivist.

## Leben
Matt Lamb war Sohn eines irischstämmigen Bestattungsunternehmers. Mit 18 Jahren wurde er Partner, später Aufsichtsratsvorsitzender von Blake-Lamb Inc., das sich schnell zu einem der führenden Bestattungsunternehmen der USA entwickelte. 1954 heiratete er Rosemarie Graham, zusammen haben sie vier Kinder. Nachdem bei Lamb fälschlicherweise eine tödliche Krankheit diagnostiziert worden war, verkaufte er 1986 sein Unternehmen und begann sich als freier Künstler zu betätigen.
Lamb beschloss die ihm verbleibende Zeit zu nutzen, um mit seinen Kunstwerken die Botschaft von Frieden, Toleranz, Hoffnung, Verständigung und Liebe unter den Menschen zu verbreiten. Er errichtete sein erstes Atelier in Chicago, zwei weitere 1988 in Florida und 1990 auf einer Farm in Wisconsin.
1994 wurde Lamb Präsident der Midwest Patrons of the Arts der Vatikanischen Museen und Direktor der Vatikan Museum Foundation in New York City. Im gleichen Jahr errichtete er im saarländischen Tünsdorf, einem Ortsteil von Mettlach, sein viertes Atelier, 2000 ein fünftes in Paris.

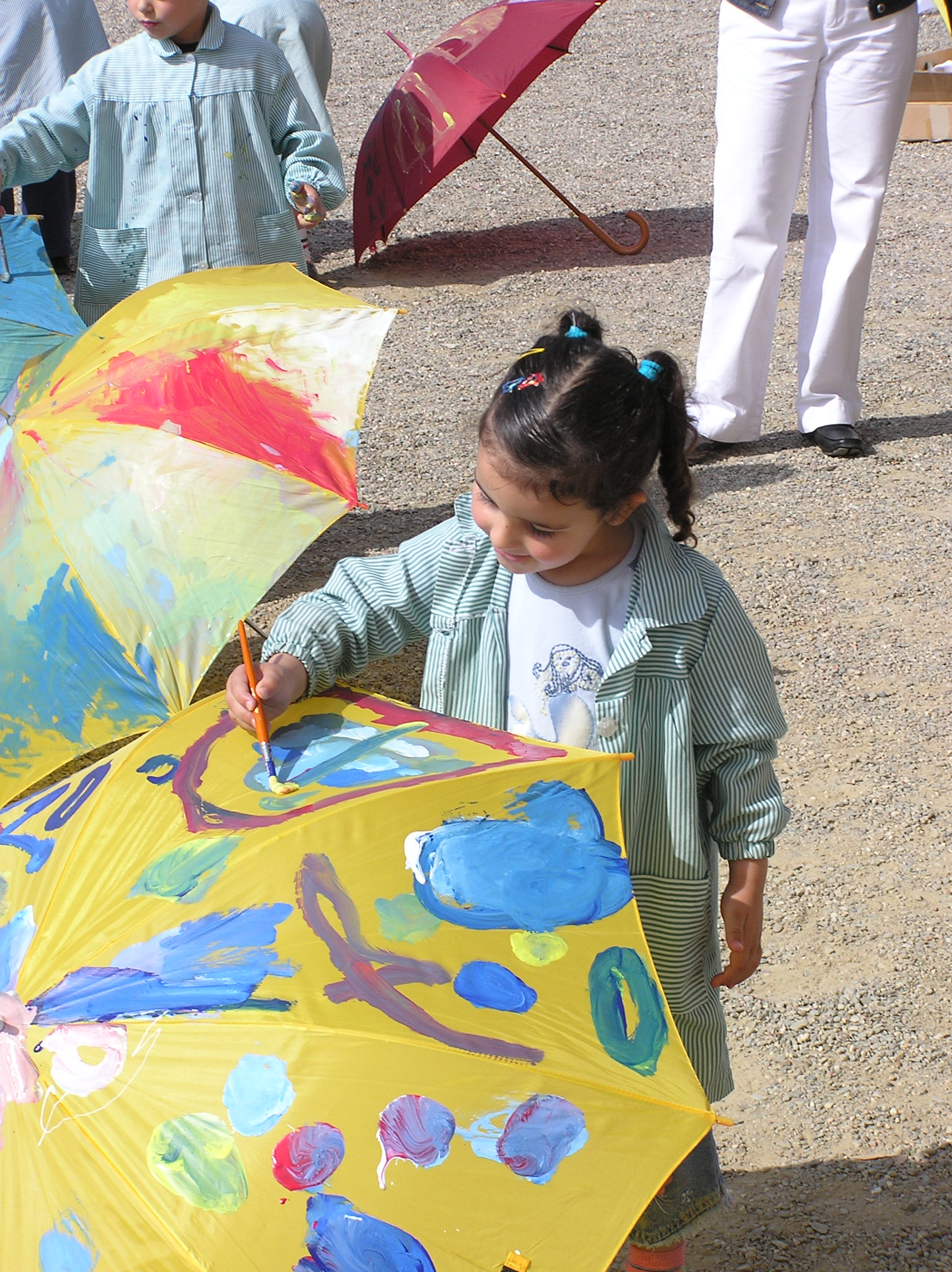
The Lamb Umbrellas For Peace Workshop

2001 gründete der Künstler in der Folge der Terroranschläge am 11. September 2001 in den USA das Projekt The Lamb Umbrellas for Peace. Am Anfang stand ein dreitägiger Workshop, den Matt Lamb in Washington D.C. mit 38 Kindern durchführte, die bei dem Anschlag beide Elternteile verloren hatten.
Die Kinder wählten selbständig die Regenschirme als Medium aus, auf dem sie ihren Gefühlen und Hoffnungen Ausdruck verliehen. Das Projekt entwickelte sich schnell zu einem der größten Kinder- und Friedensprojekte aller Zeiten.
2003 wurde The Lamb Umbrellas for Peace im Europäischen Parlament in Straßburg, im Deutschen Bundestag und in den beiden Häusern des britischen Parlaments vorgestellt. Seitdem haben weltweit 400.000 Kinder Schirme für den Frieden bemalt.
2003 kreierte Matt Lamb sein bisher größtes Kunstwerk in der Pfarrkirche St. Martin in Tünsdorf: Die Friedenskapelle Regina-Pacis – Maria Friedenskönigin, die mit ihren 120 m² bemalter Fläche eine der imposantesten Wandmalereien Europas darstellt und jüngst einen Eintrag in den Guide Michelin erhielt. In Tünsdorf befindet sich auch das „Matt Lamb Center Of Modern Art“, das den Künstler und seine Arbeiten präsentiert.
2007 entdeckte Lamb die thüringische Dorfkirche  Zum Kripplein Christi in Bergern und bemalte sie im Frühjahr 2008 auf 130 m² mit Darstellungen des Lebens Jesu. Weiterhin gründete er mit dem deutschen Kulturpolitiker Hubert Rohde die Schengen Peace Foundation.
Matt Lamb verstarb am 18. Februar 2012 im Alter von 79 Jahren in Chicago an den Folgen einer Lungenerkrankung.

## Ausstellungen (Auswahl)
- 1996: Palais du Glace, Buenos Aires
- 1996: Sixtinische Kapelle, Vatikanisches Museum
- 2000: Millennium Projekt, Westminster Cathedral
- 2003: Präsentation der Lamb Umbrellas for Peace, Europäisches Parlament, Deutscher Bundestag, House of Lords, House of Commons
- 2003: Picasso Museum, Spanien
- 2004: Centre Miró, Spanien
- 2004: Irish Museum, Irland
- 2007: Kleisthaus, Bundesministerium für Arbeit und Soziales, Berlin
- 2007 Marmorpalast, St. Petersburg, Russland
- 2007: Real Artistic Circle, Barcelona
- 2007: Maricel Museum, Sitges, Spanien
- 2007: Pia Almoina, Barcelona

## Auszeichnungen (Auswahl)
- 1992: Bronzemedaille der Deauville Exhibition, National Federation French Culture
- 1996: Honarary Doctor of Humane Letters, University of St. Thomas, Minneapolis
- 2005: Offizieller Künstler der Europäischen Kulturhauptstadt 2005, Cork, Irland

## Museen
- Matt Lamb Center Of Modern Art, Tünsdorf
- Peace Chapel, Tünsdorf
- Museo Matt Lamb, Argentinia-Espacios de Gualeguay
- Parque Els Arcs, Barcelona